# Los Olmos
Los Olmos es una localidad y municipio en la comarca de Bajo Aragón, provincia de Teruel (comunidad de Aragón, España).

## Geografía
Integrado en la comarca de Bajo Aragón, se sitúa a 102 kilómetros de la capital provincial. El término municipal está atravesado por la carretera N-211 entre los pK 199 y 204, trayecto compartido con la carretera N-420. 
El relieve está formado por las estribaciones del Sistema Ibérico turolense, por lo que son numerosos los barrancos y el terreno abrupto. El río Alchoza pasa por el territorio en su camino al río Guadalopillo. La altitud oscila entre los 974 metros al sur y los 660 metros a orillas del río Alchoza. El pueblo se alza a 868 metros sobre el nivel del mar. 
| Noroeste: La Mata de los Olmos | Norte: Alloza y Andorra           | Noreste: Alcorisa |
| Oeste: La Mata de los Olmos    |                                   | Este: Alcorisa    |
| Suroeste: La Mata de los Olmos | Sur: La Mata de los Olmos y Berge | Sureste: Berge    |

## Historia
El origen del lugar se remonta a los íberos, que tenían un pequeño poblado en Más del Hambre. Reconquistada en el siglo XII pasó a manos de la Orden de Calatrava, que debía poseer un castillo en la población del que no han quedado vestigios. Siguió en manos de la Orden hasta el siglo XIX en que se independizó. Durante la Guerra Civil sufrió un saqueo que destruyó la mayoría de la documentación histórica del municipio.

## Demografía
Los Olmos cuenta con una población de 117 habitantes (INE 2024).

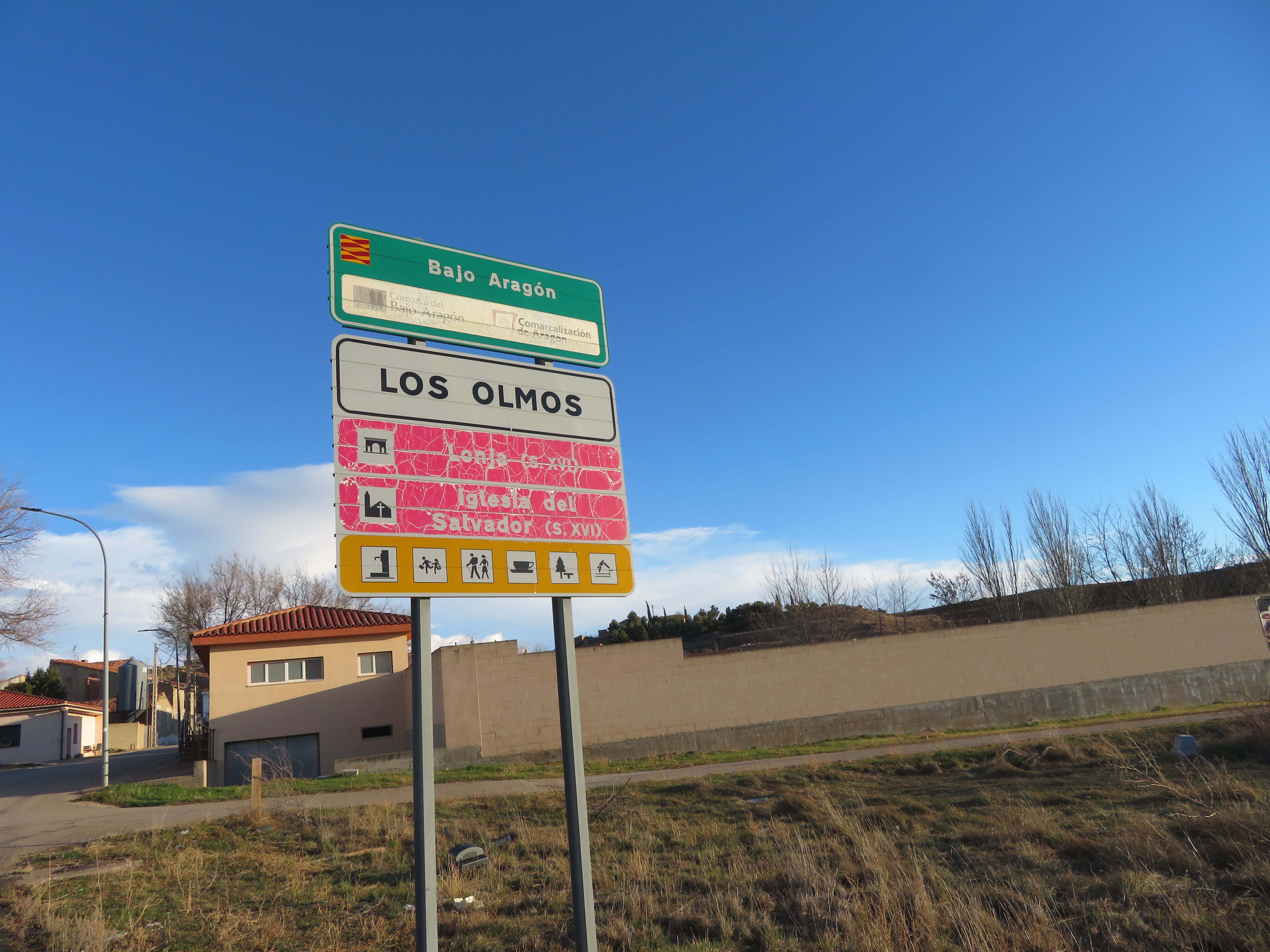
Los Olmos

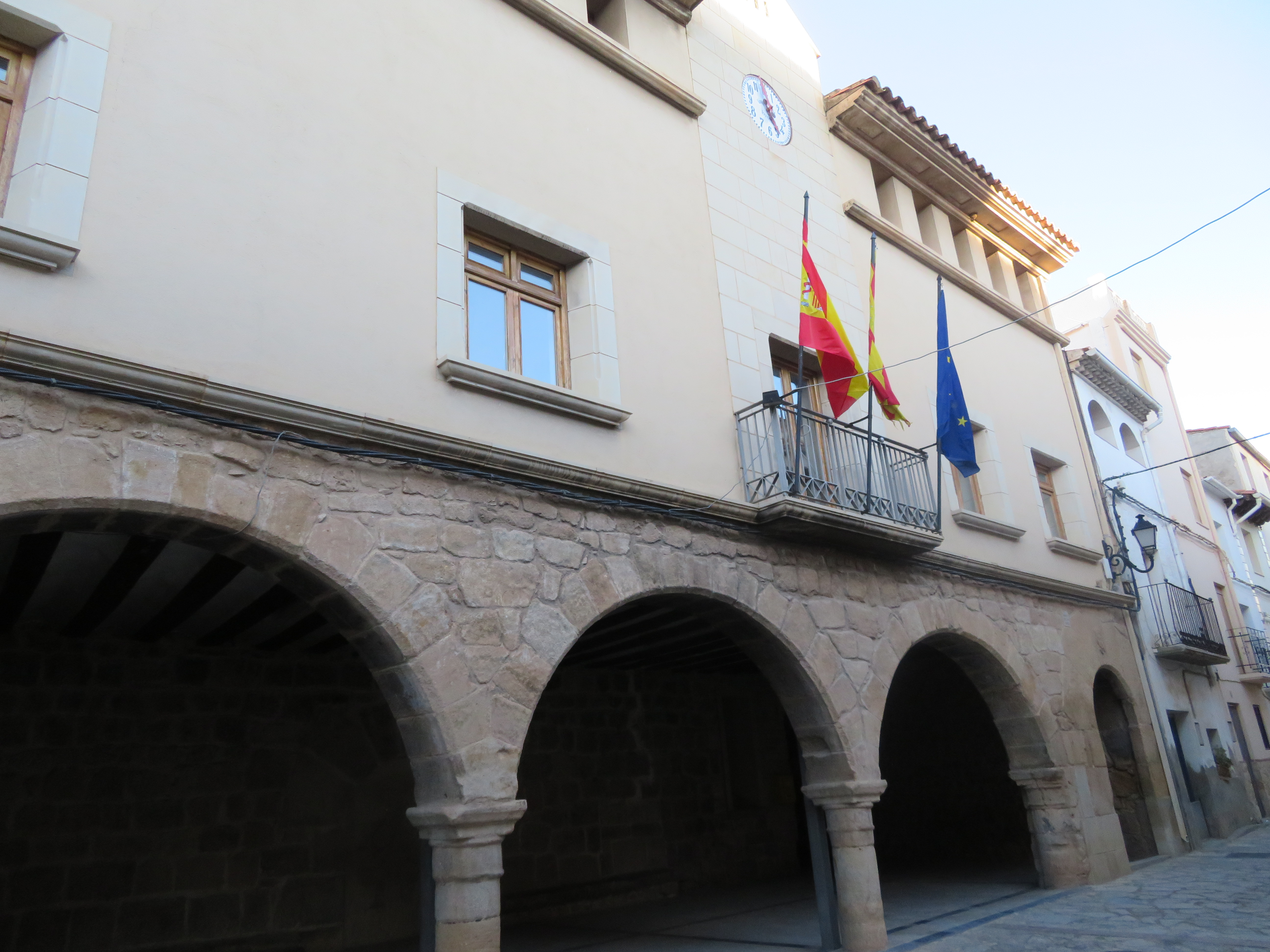
Ayuntamiento de Los Olmos

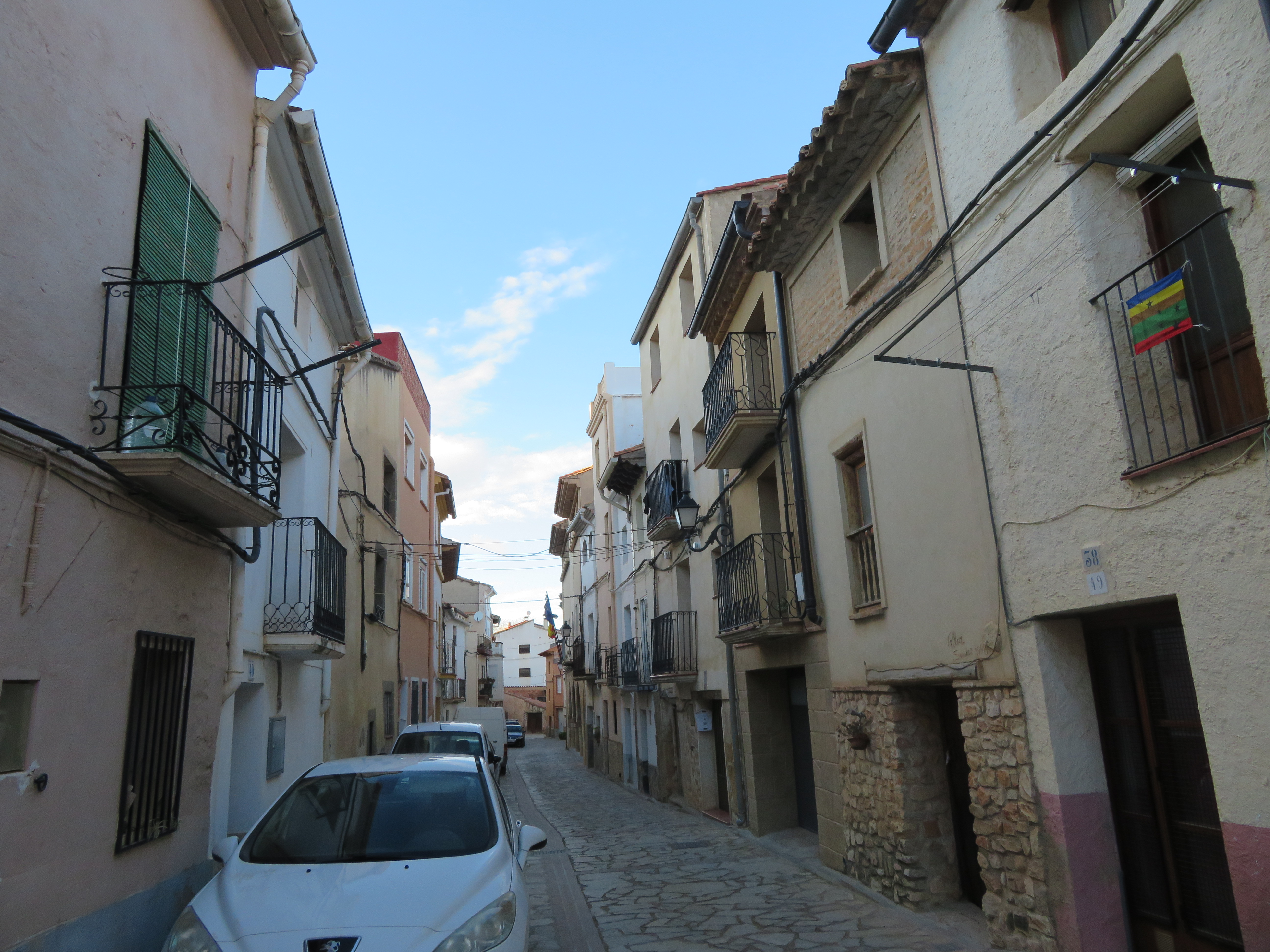
Panorámica urbana

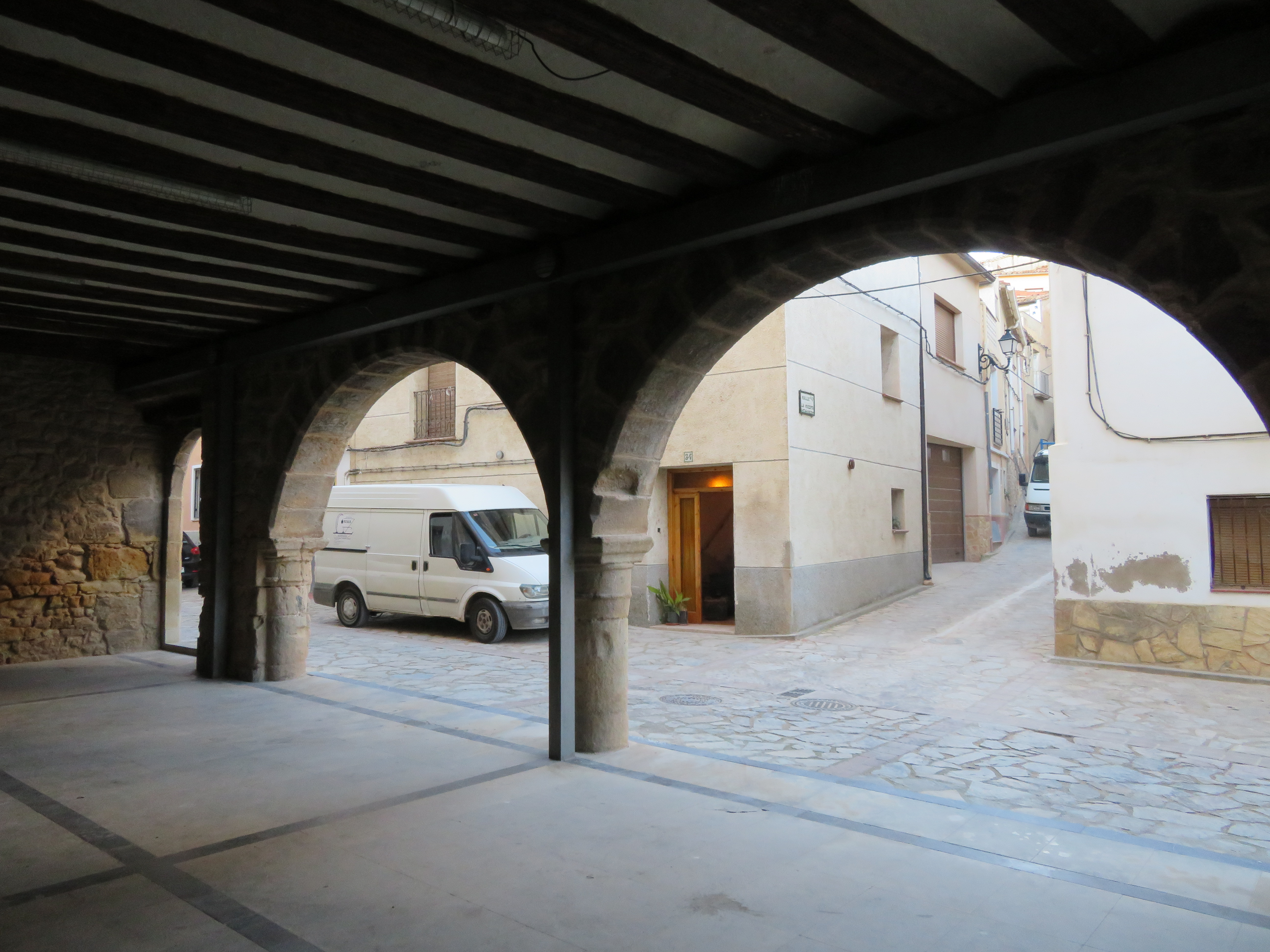
Pórticos del Ayuntamiento

| Gráfica de evolución demográfica de Los Olmos entre 1842 y 2021                                                     |
| |
| Población de derecho según los censos de población del INE Población de hecho según los censos de población del INE |

## Economía
La economía local se sostiene con el cultivo de cereal. También hay yacimientos mineros de arcilla, hierro, manganeso y canteras de cal hidráulica.

## Administración y política
| Período   | Alcalde                     | Partido |  |
| --------- | --------------------------- | ------- |  |
| 1979-1983 | Emilio Troncho Roca         | UCD     |  |
| 1983-1987 | Julián Soler Ariño          | CDS     |  |
| 1987-1991 | Juan Manuel Soler Galindo   | UC-CDS  |  |
| 1991-1995 | Juan Manuel Soler Galindo   | PAR     |  |
| 1995-1999 | Juan Manuel Soler Galindo   | PAR     |  |
| 1999-2003 | Juan Manuel Soler Galindo   | PAR     |  |
| 2003-2007 | David Oliveros Sesé         | PAR     |  |
| 2007-2011 | Nuria Espallargas Carceller | PAR     |  |
| 2011-2015 | Nuria Espallargas Carceller | PAR     |  |
| 2015-2019 | Nuria Espallargas Carceller | PAR     |  |
| 2019-     | Nuria Espallargas Carceller | PAR     |  |

| Partido político    | Partido político                                   | 1979   | 1983   | 1987   | 1991   | 1995   | 1999   | 2003   | 2007   | 2011   | 2015   | 2019   |
| Partido político    | Partido político                                   | Ediles | Ediles | Ediles | Ediles | Ediles | Ediles | Ediles | Ediles | Ediles | Ediles | Ediles |
|                     | Partido Aragonés (PAR)                             | —      | —      | —      | 4      | 4      | 3      | 4      | 3      | 4      | 4      | 4      |
|                     | Partido Popular de Aragón (PP)                     | —      | —      | —      | 1      | —      | 1      | 1      | 1      | 1      | 1      | 1      |
|                     | Partido de los Socialistas de Aragón (PSOE-Aragón) | —      | —      | —      | —      | —      | —      | 0      | 1      | 0      | 0      | —      |
|                     | Chunta Aragonesista (CHA)                          | —      | —      | —      | —      | —      | —      | —      | 0      | —      | —      | —      |
|                     | Izquierda Unida (IU)                               | —      | —      | —      | —      | —      | —      | 0      | —      | —      | 0      | —      |
|                     | Centro Democrático y Social (CDS)                  | —      | 5      | 4      | —      | —      | —      | —      | —      | —      | —      | —      |
|                     | Unión de Centro Democrático (UCD)                  | 5      | —      | —      | —      | —      | —      | —      | —      | —      | —      | —      |
| Total de concejales | Total de concejales                                | 5      | 5      | 4      | 5      | 4      | 5      | 5      | 5      | 5      | 5      | 5      |

## Cultura

### Patrimonio

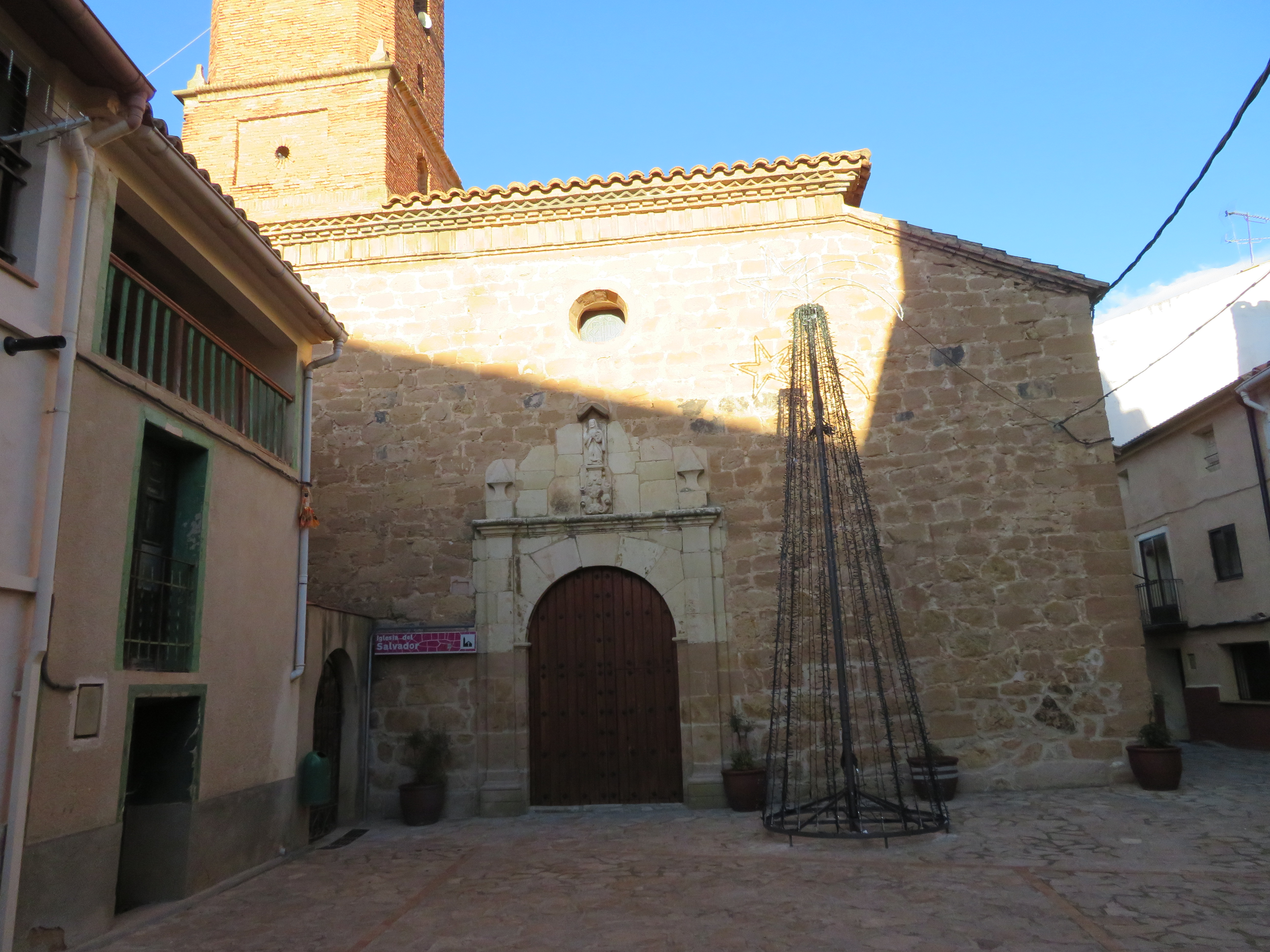
Iglesia parroquial del Salvador

Entre el patrimonio artístico cabe destacar la iglesia parroquial del Salvador, del siglo XVIII, la ermita de Santa Bárbara, del siglo XVII, y el Ayuntamiento, originario del siglo XVI y debajo del que se encuentran los soportales de la lonja.

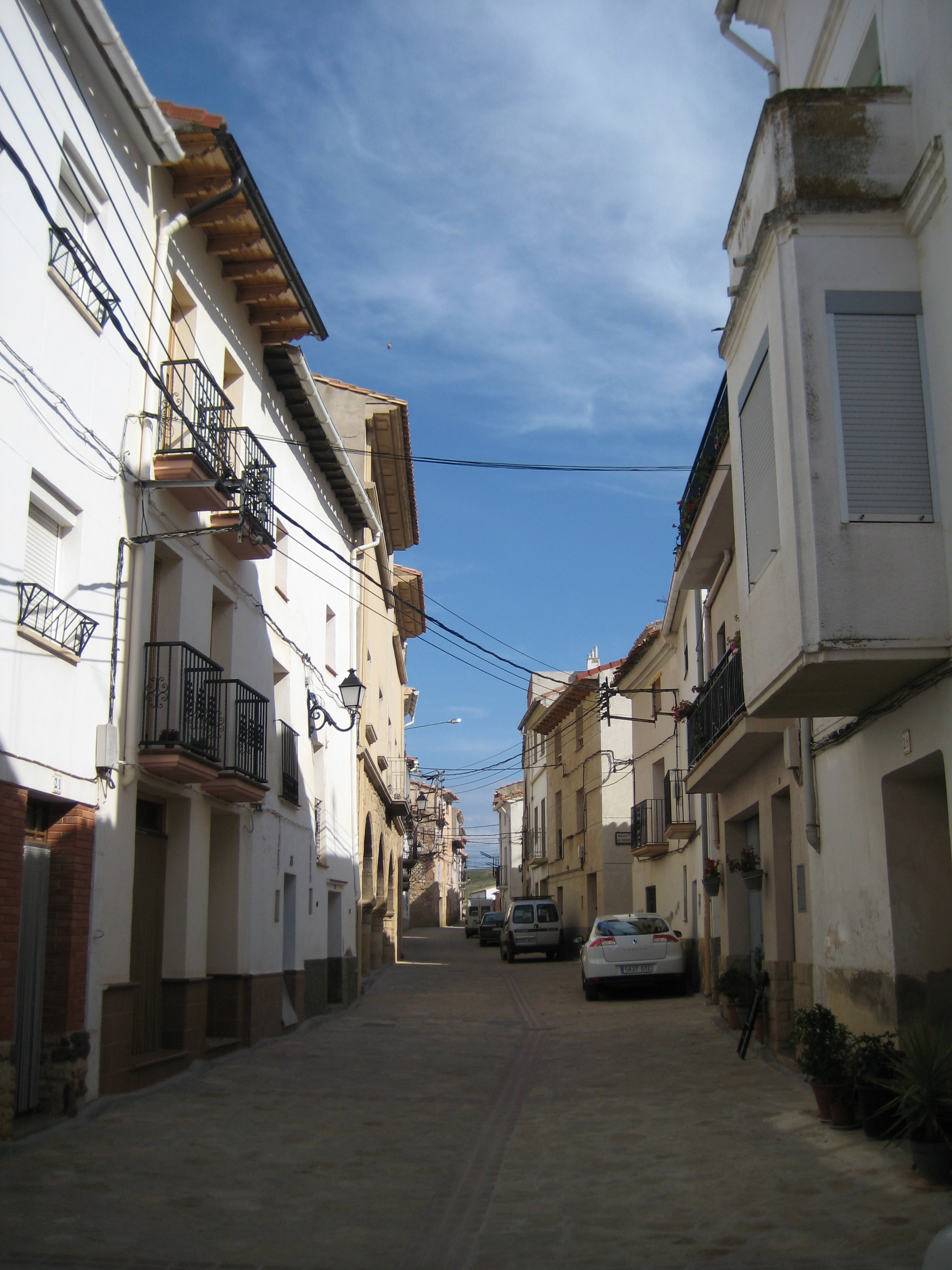
Calle Mayor

### Fiestas
Las fiestas mayores en honor de San Salvador son el 6 de agosto.